# Blatnica, Martin
Blatnica este o comună slovacă, aflată în districtul Martin din regiunea Žilina. Localitatea se află la altitudinea de 495 m deasupra n.m., se întinde pe o suprafață de 81,9 km2 și în 2017 număra 933 de locuitori. Se învecinează cu Necpaly și Mošovce.

## Istoric
Localitatea Blatnica este atestată documentar din 1230.

## Demografie
| An:                | 1994 | 2004   | 2014   | 2024    |
| ------------------ | ---- | ------ | ------ | ------- |
| Număr de persoane: | 856  | 875    | 911    | 1074    |
| Diferență:         |      | +2,21% | +4,11% | +17,89% |

| An:                | 2023 | 2024   |
| ------------------ | ---- | ------ |
| Număr de persoane: | 1081 | 1074   |
| Diferență:         |      | −0,64% |